# Living in Oblivion
Living in Oblivion, Brasil: Vivendo no Abandono , é um filme independente de humor negro estadunidense de 1995 escrito e dirigido por Tom DiCillo e estrelado por Steve Buscemi, Catherine Keener, Dermot Mulroney, von Danielle Zerneck e LeGros James.
O filme faz parte da lista dos 1000 melhores filmes de todos os tempos do The New York Times.

## Ligações Externas
Vivendo no Abandono. no IMDb. 